# Punkara
Punkara è un album in studio del gruppo musicale britannico Asian Dub Foundation, pubblicato nel 2008.

## Tracce
1. Target Practice – 3:33
2. Burning Fence – 4:14
3. Superpower – 4:54
4. Speed of Light – 6:15
5. Ease Up Caesar – 3:58
6. Living Under the Radar – 4:16
7. S.O.C.A. – 4:40
8. Altered Statesmen – 4:18
9. Bride of Punkara – 5:01
10. Stop the Bleeding – 3:31
11. No Fun – 4:17
12. S.O.C.A. (Eugene Hütz vocal version) (Bonus Track) – 4:40
13. Burning Fence (Solidays live version) (Bonus Track) – 4:24
14. Flyover (Solidays live version) (Bonus Track) – 5:05